# Erik Frick

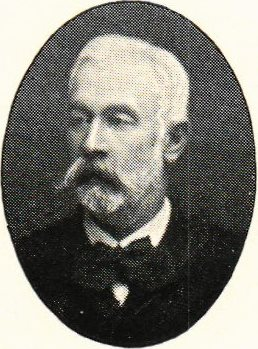
Erik August Frick

Erik August Frick, född 31 januari 1837 i Karlskrona, död 13 december 1899 i Härnösand, var en svensk läkare. 
Frick blev student vid Lunds universitet 1855, medicine kandidat 1862 och medicine licentiat vid Karolinska institutet i Stockholm 1866. Han var uppbördsläkare på korvetten HMS Gefle under en expedition till Medelhavet och Nordamerika 1866–67, järnvägsläkare vid Nordvästra stambanans byggande 1867–68; amanuens och underkirurg vid Serafimerlasarettet i Stockholm 1868–69; stadsläkare i Visby 1870–71 och lasarettsläkare i Härnösand 1871–89. Han var även biträdande läkare vid Härnösands hospital 1873–89 och överläkare där från 1889.